# Proteïna bàsica de mielina

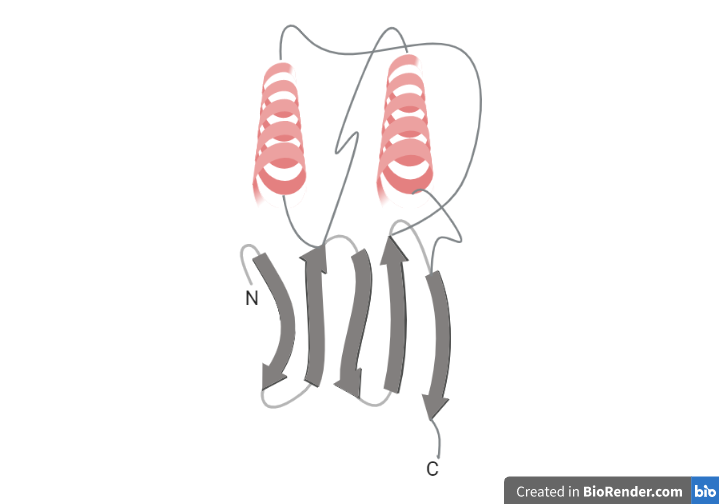
Representació de l'estructura de la MBP segons el model de Stoner. S'aprecia una fulla beta, dues hèlix alfa i com s'entrellacen entre elles. (Elaboració pròpia)

La proteïna bàsica de mielina (MBP), també anomenada Myelin A1 protein o proteïna encefalitogènica de membrana de mielina es troba al gen MBP. Aquesta és una proteïna important en el procés de mielinització del sistema nerviós del cos humà. Una beina de mielina és una membrana de múltiples capes que funciona com a aïllant per incrementar la velocitat de la conducció dels impulsos axonals. Bàsicament, s'encarrega de mantenir l'estructura correcta de la mielina mitjançant interaccions amb els lípids de la membrana d'aquesta.
La primera vegada que es va seqüenciar la proteïna va ser l'any 1971, tot just després d'haver aconseguit aïllar les membranes de mielina bovina. Des de llavors, s'ha anat investigant i desenvolupant, tot utilitzant ratolins eliminatoris MBP ("els tremolors") cap als anys vuitanta, amb els quals es varen fer experiments per després fer hipòtesis i extrapolar-ho al genoma humà. Avui dia ja es coneix la posició de la MBP en el cromosoma 18.

## Taxonomia i localització
Pel que fa a la taxonomia, la MBP s'identifica pel codi: 9606 [NCBI] i el llinatge és el següent: pertany a la família dels eucariotes (Metazoa, Chordata i Craniata), dins dels vertebrats (Euteleostomi, Mammalia, Eutheria i Euarchonotoglires), en el grup dels primats (Haplorrhini i Catarrahini) dels Homidae, Homo.
I, en referència a la localització cel·lular, la MBP es troba al costat citoplasmàtic de la membrana plasmàtica i també al nucli (amb la isoforma 3, orientada al nucli dels oligodendròcits).

## Expressió
La proteïna bàsica de mielina (MBP) és fruit d'un mateix gen que codifica per dues famílies de proteïnes diferents entre si, però vinculades amb la mielina: les Golli i les isoformes MBP "clàssiques". A causa de l'especificitat dels teixits, les isoformes de la MBP se situen tant al sistema nerviós central com al perifèric. A diferència dels isoformes de Golli-MBP, els quals s'expressen a: la melsa, la medul·la espinal, el tim fetal i alhora també, a les línies cel·lulars derivades del sistema immunitari.
Pel que fa als nivells substancials, aquests s'expressen a les neurones i als precursors d'oligodendròcits, tant en etapes embrionàries (a partir de les 14-16 setmanes del fetus –tot i que hi ha evidències que algunes isoformes petites ja es produeixen durant l'embriogènesi)– com en el sistema immunitari madur. A més a més, el grup clàssic d'isoformes de MBP són juntament amb PLP els components proteics que tenen una doble funció: la de formació i la d'estabilització. Paral·lelament, les isoformes més petites poden tenir un paper important en la remielinització dels axons. El grup no clàssic d'isoformes MBP pot tenir un paper preferent en el cervell durant el desenvolupament primerenc i també pot estar implicat en vies de senyalització en cèl·lules-T i cèl·lules neuronals, tot induint la proliferació de les primeres.

## Estructura
En els mamífers, el gen consta de set exons i l'empalmament diferencial de l'ARNm de MBP primari condueix a diferents isoformes de MBP, és a dir, formes de diferents pesos moleculars. En referència a l'agrupació de la proteïna bàsica de mielina al sistema nerviós central, aquest és prou complicat a causa de les modificacions post-traduccionals que s'esdevenen com la metilació, l'N-acilació, la fosforilació, la substitució d'alguns residus d'arginina per citrul·lina i la desaminació. De fet, el mètode per diferenciar totes les possibles formes és a partir de la presència o absència de pèptids d'entre 10-20 residus en diverses ubicacions internes de la cadena. De mitjana, s'ha establert que la principal forma de la proteïna bàsica de mielina (isoforma 1) es troba al voltant dels 33'1 kD o en altres paraules, uns 304 residus.

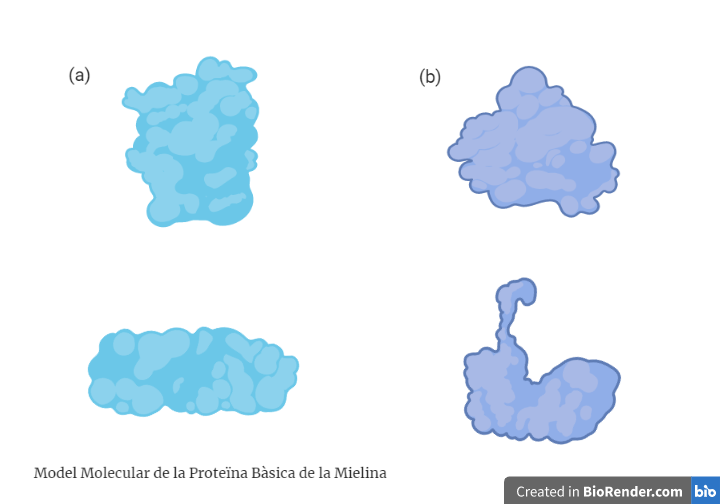
Model atòmic de la MBP recreat a partir de les idees de Stoner (a) i de Martenson (b). (Elaboració pròpia)

La MBP té l'aptitud per connectar el citoesquelet subjacent i les proteïnes (del domini SH3 de la membrana), tranduint els senyals transmembrana al citosol. Tot està regulat per un codi de barres molecular de múltiples variacions. Això no només les defineix en la seva funció com a "velcro" molecular en la mielina compacte, sinó també com a centre multifuncional per fer les diferents interaccions.
A conseqüència de les modificacions post-translacionals, cada isoforma de la MBP pot ser com un dels molts isòmers de càrrega possibles, anomenats: C1 (el més modificat i bàsic); C2, C3, C4, C5 i C6 (es van diferint entre ells per la pèrdua d'una càrrega positiva) i, també es troba el C8 (que conté residus de citrul·linil), d'acord amb el seu perfil d'elució en una columna d'intercanvi de cations a pH 10,5. A causa de la reticència del MBP a formar cristalls, no es coneix la seva estructura terciària en detall. Tot i que, recentment, fent ús de la ressonància magnètica s'ha pogut resoldre l'estructura d'un petit segment, els models estructurals més sofisticats de la proteïna en conjunt, data dels anys vuitanta. Aquests són els models de Stoner i Marterson els quals pretenen explicar l'estructura secundària, tot destacant les unions electroestàtiques de ponts d'hidrogen i de Van der Waals entre els àtoms.

## Funcions
La funció principal que exerceix la Proteïna Associada a la Mielina radica en mantenir la integritat i l'estabilitat de les beines de mielina situades als axons del sistema nerviós central i perifèric. Això s'aconsegueix a través d'una varietat molt àmplia d'interaccions que realitza amb diferents tipus de superfícies iòniques, com per exemple: amb les membranes lipídiques, l'actina, la tubulina, la clatrina, la Ca2+-calmodulina, la tropomiosina i probablement alguns polinucleòtids. Concretament, es creu que per efecte de la capacitat d'unió doble de la MBP amb certs lípids electronegatius de la membrana, s'aconsegueix que les superfícies citosòliques de la mielina s'adhereixin entre elles correctament, que les vesícules lipídiques s'agreguin i que es generi la multicapa de la mielina.
Com hem dit, es creu que el MBP és capaç d'actuar com una proteïna lligada als filaments d'actina i, conseqüentment, participar en la interacció i transmissió de senyals extracel·lulars amb les adhesions que són generades entre les beines de mielina gràcies a l'acció de la mateixa MBP i amb el citoesquelet pertanyent als oligodendròcits. S'ha pogut demostrar que aquest fenomen es dona lloc en els dos formats que té la mielina: el compacte i el citosòlic. De la mateixa manera, s'ha vist que alguns senyals extracel·lulars rebudes pels oligodendròcits o per les capes de la mielina poden generar canvis en la fosforilació de la proteïna, suggerint que la MBP també es veu implicada en el procés de senyalització.
Cal destacar que el plegament que pateix la Proteïna Associada a la Mielina combinat amb les seves possibles modificacions posteriors a la traducció proteica són factors capaços de generar una àmplia varietat d'isòmers. S'ha pogut veure que cadascun d'aquests té la capacitat d'exercir una funció específica i diferencial. Un clar exemple de la multifuncionalitat mencionada radica en l'espectre d'isòmers de la MBP que tenen un pes molecular baix, els quals quan la malaltia de l'esclerosi múltiple afecta el cervell, exerceixen el rol de remielinitzar axons del sistema nerviós, mentre que el grup d'isòmers conformat pel número 1 i 3 tenen una funció important en el desenvolupament primerenc del cervell, previ a la mielinització d'aquest, probablement com a components de complexos transcripcionals. S'hipotetitza que aquest últim grup d'isòmers de la MBP també està implicat en el procés de senyalització de vies per als limfòcits T i les cèl·lules neuronals.
A més, també s'han pogut observar alguns isòmers concrets de la MBP sent transportats al nucli de la cèl·lula, demostrant d'aquesta manera la capacitat de la Proteïna Associada a la Mielina d'unir-se als polinucleòtids.

## Interaccions
La proteïna bàsica interacciona in vivo amb la proteïna proteolipídica 1 i in vitro amb actina, tubulina, clatrina, calmodulina, tropomiosina i múltiples molècules del sistema immunitari.
La MBP té més aminoàcids bàsics que àcids i, per tant, té una càrrega neta positiva que fa que interaccioni amb superfícies lipídiques carregades negativament. Probablement, l'MBP causa l'adhesió de les superfícies citosòliques de la mielina mitjançant la interacció amb lípids carregats negativament –ja que pot interaccionar amb dues superfícies alhora– i causa l'adhesió i formació de vesícules lipídiques i bicapes múltiples.
La interacció entre la MBP i la proteïna proteolipídica (PLP) també ha sigut estudiada. Aquesta interacció no és exclusivament dependent de la naturalesa catiònica de la MBP, ja que la PLP també és catiònica i no interacciona amb altres constituents carregats positivament de la mielina. Tanmateix, les interaccions que s'han pogut observar in vitro succeïen en una freqüència molt baixa que fa pensar que la interacció pot dependre de les modificacions post-traduccionals de les proteïnes o que aquestes estiguin en una determinada forma oligomèrica. La MBP també pot interaccionar amb altres proteïnes mitjançant interaccions hidrofòbiques i iòniques, com per exemple amb la calmodulina (CaM). Es treballa amb la hipòtesi que, en la presència de determinades proteïnes, l'estructura de la MBP canviaria lleugerament fins a adquirir una conformació amb la qual podria interaccionar amb aquestes proteïnes.
Una de les funcions de la MBP és la d'interaccionar amb el citoesquelet en oligodendròcits, en inclusions citosòliques de la mielina i en la mielina. S'ha observat que la MBP interacciona in vitro amb polianions com els filaments d'actina i els microtúbuls. La interacció de la proteïna amb l'actina és de tipus electroestàtic. Per això, es pot veure afectada per la modificació de la càrrega de la proteïna causada per canvis en la salinitat i modificacions en el pH. La interacció consisteix en la unió de l'actina a la membrana de la mielina o d'oligodendròcits. Es creu que aquesta mitjançant aquesta interacció, la MBP participaria en la transmissió de senyals extracel·lulars cap al citoesquelet, ja que la inserció de grups N-acil o de cadenes laterals hidrofòbiques permetria que la proteïna captés senyals mecànics transmesos per la membrana i elaborés una resposta mitjançant un canvi estructural que impactaria en el citoesquelet.
També, s'ha observat que la MBP és la proteïna majoritària en la unió entre gangliòsids de mostres pures de mielina. Aquestes interaccions hidrofòbiques i electroestàtiques entre la MBP i els gangliòsids es donarien –tot i que algun estudi en discrepa– per la regió N-terminal de la proteïna i cada MPB podria unir-se amb 4-10 gangliòsids.

## Paper en malalties
S'ha relacionat la proteïna bàsica de mielina (PBM) amb l'esclerosi múltiple la principal causa de la qual és una resposta autoimmune que genera anticossos que ataquen el sistema nerviós central (SNC). La PBM esdevé l'autoantigen que aquests anticossos ataquen, això provoca la destrucció de mielina. Aquesta destrucció de la mielina fa que quedin alts nivells de PBM en el líquid cefalorraquidi que es poden detectar mitjançant una anàlisi d'aquest líquid. Tanmateix, això no vol dir que es pugui fer servir la PBM com a biomarcador de diagnòstic de l'esclerosi múltiple, ja que està demostrat que hi ha altres tipus de malalties que tenen a veure amb la destrucció del SNC que també generen alts nivells de PBM. Per la qual cosa, encara que la troballa d'elevats nivells de PBM en una anàlisi de líquid cefalorraquidi no és específic de l'esclerosi múltiple, el seu estudi ens dona una idea de com evoluciona la malaltia.

## Determinació analítica de la PBM
Mitjançant una mostra de líquid cefalorraquidi que s'obté per punció lumbar, es procedeix a la valoració dels nivells de PBM en el LCR que pot indicar descomposició de Mielina.
Els estudis de la mostra es fan mitjançant assaigs ràdio-immunes.

### interpretació dels resultats analítics
- Valors normals: <4 ng / ml
- Valors anormals:
- Entre 4 i 8 ng / ml: indica descomposició de mielina de manera crònica.
- Superior a 9 ng / ml: indica descomposició activa de mielina.

## Tecnologia: Descobriment d'aptàmers que protegeixen la PBM
Es coneixen certs aptàmers que reconeixen la PBM i la protegeixen, de manera que inactiven la unió de l'anticòs amb la PBM. Els aptàmers també serveixen com a diagnòstic per detectar PBM. El seu ús és habitual en pacients amb Esclerosi Múltiple.